# Ravensburg Razorbacks
I Ravensburg Razorbacks sono una squadra di football americano di Ravensburg, fondata nel 1987.
Avrebbero dovuto giocare la German Football League 2020, annullata però a causa della pandemia di COVID-19.

## Dettaglio stagioni

### Tornei nazionali

#### Campionato

##### GFL
| Stagione | regular season | regular season | regular season | regular season | regular season | regular season | playoff | playoff | playoff | playoff | playoff | playoff   | playoff    |
|          | Vin            | Par            | Per            | Tot            | PF             | PS             | Vin     | Per     | Tot     | PF      | PS      | risultato | avversaria |
| -------- | -------------- | -------------- | -------------- | -------------- | -------------- | -------------- | ------- | ------- | ------- | ------- | ------- | --------- | ---------- |
| 2021     | 5              | 0              | 5              | 10             | 281            | 298            | -       | -       | -       | -       | -       | -         | -          |
| 2022     | 1              | 1              | 8              | 10             | 270            | 402            | -       | -       | -       | -       | -       | -         | -          |
| Totale   | 6              | 1              | 13             | 20             | 551            | 700            | -       | -       | -       | -       | -       |           |            |

Fonti:  GFL, su gfl.info. ·  Football History, su football-history.de. URL consultato il 14 gennaio 2020 (archiviato dall'url originale il 28 settembre 2017).

##### 2. Bundesliga/GFL2
| Stagione | regular season | regular season | regular season | regular season | regular season | regular season | playoff | playoff | playoff | playoff | playoff | playoff      | playoff             |
|          | Vin            | Par            | Per            | Tot            | PF             | PS             | Vin     | Per     | Tot     | PF      | PS      | risultato    | avversaria          |
| -------- | -------------- | -------------- | -------------- | -------------- | -------------- | -------------- | ------- | ------- | ------- | ------- | ------- | ------------ | ------------------- |
| 2013     | 8              | 1              | 5              | 14             | 324            | 294            | -       | -       | -       | -       | -       | -            | -                   |
| 2014     | 5              | 0              | 9              | 14             | 319            | 314            | -       | -       | -       | -       | -       | -            | -                   |
| 2016     | 6              | 0              | 8              | 14             | 377            | 523            | -       | -       | -       | -       | -       | -            | -                   |
| 2017     | 8              | 1              | 3              | 12             | 422            | 381            | -       | -       | -       | -       | -       | -            | -                   |
| 2018     | 11             | 1              | 2              | 14             | 654            | 414            | 0       | 2       | 2       | 40      | 120     | Non promossi | Stuttgart Scorpions |
| 2019     | 10             | 0              | 2              | 12             | 433            | 244            | 2       | 0       | 2       | 98      | 62      | Promossi     | Kirchdorf Wildcats  |
| Totale   | 48             | 3              | 29             | 80             | 2529           | 2170           | 2       | 2       | 4       | 138     | 182     |              |                     |

Fonti:  GFL, su gfl.info. ·  Football History, su football-history.de. URL consultato il 14 gennaio 2020 (archiviato dall'url originale il 28 settembre 2017).

##### Verbandsliga (terzo livello)/Regionalliga
| Stagione | regular season | regular season | regular season | regular season | regular season | regular season | playoff | playoff | playoff | playoff | playoff | playoff    | playoff    |
|          | Vin            | Par            | Per            | Tot            | PF             | PS             | Vin     | Per     | Tot     | PF      | PS      | risultato  | avversaria |
| -------- | -------------- | -------------- | -------------- | -------------- | -------------- | -------------- | ------- | ------- | ------- | ------- | ------- | ---------- | ---------- |
| 1989     | 1              | 0              | 5              | 6              | 102            | 157            | -       | -       | -       | -       | -       | -          | -          |
| 1990     | 3              | 0              | 8              | 11             | 190            | 335            | -       | -       | -       | -       | -       | -          | -          |
| 1993     | 1              | 0              | 7              | 8              | 77             | 321            | -       | -       | -       | -       | -       | Retrocessi | -          |
| 2010     | 5              | 0              | 5              | 10             | 292            | 256            | -       | -       | -       | -       | -       | -          | -          |
| 2011     | 4              | 0              | 6              | 10             | 146            | 228            | -       | -       | -       | -       | -       | -          | -          |
| 2012     | 9              | 0              | 1              | 10             | 316            | 127            | -       | -       | -       | -       | -       | Promossi   | -          |
| 2015     | 10             | 0              | 0              | 10             | 404            | 135            | -       | -       | -       | -       | -       | Promossi   | -          |
| Totale   | 33             | 0              | 32             | 65             | 1527           | 1559           | -       | -       | -       | -       | -       |            |            |

Fonti:  GFL, su gfl.info. ·  Football History, su football-history.de. URL consultato il 14 gennaio 2020 (archiviato dall'url originale il 28 settembre 2017).

##### Aufbauliga/Verbandsliga (quarto livello)/Oberliga
| Stagione | regular season | regular season | regular season | regular season | regular season | regular season | playoff | playoff | playoff | playoff | playoff | playoff          | playoff             |
|          | Vin            | Par            | Per            | Tot            | PF             | PS             | Vin     | Per     | Tot     | PF      | PS      | risultato        | avversaria          |
| -------- | -------------- | -------------- | -------------- | -------------- | -------------- | -------------- | ------- | ------- | ------- | ------- | ------- | ---------------- | ------------------- |
| 1988     | 1              | 0              | 4              | 5              | 57             | 98             | -       | -       | -       | -       | -       | -                | -                   |
| 1991     | 2              | 1              | 3              | 6              | 80             | 124            | -       | -       | -       | -       | -       | -                | -                   |
| 1992     | 4              | 1              | 1              | 6              | 135            | 64             | -       | -       | -       | -       | -       | Promossi         | -                   |
| 1994     | 3              | 0              | 3              | 6              | 107            | 155            | 0       | 1       | 1       | 22      | 39      | Quarti di finale | Karlsruhe Cavaliers |
| 1996     | 2              | 0              | 6              | 8              | 68             | 144            | -       | -       | -       | -       | -       | -                | -                   |
| 2000     | 6              | 1              | 3              | 10             | 162            | 78             | -       | -       | -       | -       | -       | -                | -                   |
| 2001     | 3              | 1              | 6              | 10             | 174            | 229            | -       | -       | -       | -       | -       | -                | -                   |
| 2002     | 6              | 1              | 3              | 10             | 201            | 148            | -       | -       | -       | -       | -       | -                | -                   |
| 2003     | 6              | 0              | 4              | 10             | 194            | 118            | -       | -       | -       | -       | -       | -                | -                   |
| 2004     | 6              | 0              | 4              | 10             | 184            | 162            | -       | -       | -       | -       | -       | -                | -                   |
| 2005     | 0              | 0              | 8              | 8              | 54             | 229            | -       | -       | -       | -       | -       | -                | -                   |
| 2006     | 1              | 0              | 9              | 10             | 73             | 240            | -       | -       | -       | -       | -       | Retrocessi       | -                   |
| 2008     | 8              | 0              | 4              | 12             | 247            | 211            | -       | -       | -       | -       | -       | -                | -                   |
| 2009     | 9              | 0              | 1              | 10             | 318            | 67             | -       | -       | -       | -       | -       | Promossi         | -                   |
| Totale   | 57             | 5              | 59             | 121            | 2054           | 2067           | 0       | 1       | 1       | 22      | 39      |                  |                     |

Fonti:  GFL, su gfl.info. ·  Football History, su football-history.de. URL consultato il 14 gennaio 2020 (archiviato dall'url originale il 28 settembre 2017).

##### Verbandsliga (quinto livello)
| Stagione | regular season | regular season | regular season | regular season | regular season | regular season | playoff | playoff | playoff | playoff | playoff | playoff   | playoff    |
|          | Vin            | Par            | Per            | Tot            | PF             | PS             | Vin     | Per     | Tot     | PF      | PS      | risultato | avversaria |
| -------- | -------------- | -------------- | -------------- | -------------- | -------------- | -------------- | ------- | ------- | ------- | ------- | ------- | --------- | ---------- |
| 1995     | 9              | 0              | 1              | 10             | 219            | 57             | -       | -       | -       | -       | -       | Promossi  | -          |
| 1999     | 7              | 0              | 1              | 8              | 282            | 62             | -       | -       | -       | -       | -       | Promossi  | -          |
| 2007     | 8              | 0              | 0              | 8              | 233            | 121            | -       | -       | -       | -       | -       | Promossi  | -          |
| Totale   | 24             | 0              | 2              | 26             | 734            | 240            | -       | -       | -       | -       | -       |           |            |

Fonti:  GFL, su gfl.info. ·  Football History, su football-history.de. URL consultato il 14 gennaio 2020 (archiviato dall'url originale il 28 settembre 2017).

##### Landesliga/Bezirksliga
| Stagione | regular season | regular season | regular season | regular season | regular season | regular season | playoff | playoff | playoff | playoff | playoff | playoff   | playoff    |
|          | Vin            | Par            | Per            | Tot            | PF             | PS             | Vin     | Per     | Tot     | PF      | PS      | risultato | avversaria |
| -------- | -------------- | -------------- | -------------- | -------------- | -------------- | -------------- | ------- | ------- | ------- | ------- | ------- | --------- | ---------- |
| 1997     | 0              | 0              | 6              | 6              | 14             | 165            | -       | -       | -       | -       | -       | -         | -          |
| 2018     | 6              | 0              | 4              | 10             | 175            | 229            | -       | -       | -       | -       | -       | -         | -          |
| 2019     | 1              | 0              | 9              | 10             | 113            | 363            | -       | -       | -       | -       | -       | -         | -          |
| Totale   | 7              | 0              | 19             | 26             | 302            | 757            | -       | -       | -       | -       | -       |           |            |

Fonti:  GFL, su gfl.info. ·  Football History, su football-history.de. URL consultato il 14 gennaio 2020 (archiviato dall'url originale il 28 settembre 2017).

##### Kreisliga
| Stagione | regular season | regular season | regular season | regular season | regular season | regular season | playoff | playoff | playoff | playoff | playoff | playoff   | playoff    |
|          | Vin            | Par            | Per            | Tot            | PF             | PS             | Vin     | Per     | Tot     | PF      | PS      | risultato | avversaria |
| -------- | -------------- | -------------- | -------------- | -------------- | -------------- | -------------- | ------- | ------- | ------- | ------- | ------- | --------- | ---------- |
| 2017     | 3              | 0              | 5              | 8              | 138            | 152            | -       | -       | -       | -       | -       | -         | -          |
| Totale   | 3              | 0              | 5              | 8              | 138            | 152            | -       | -       | -       | -       | -       |           |            |

Fonti:  GFL, su gfl.info. ·  Football History, su football-history.de. URL consultato il 14 gennaio 2020 (archiviato dall'url originale il 28 settembre 2017).

### Riepilogo fasi finali disputate
| Anno                        | Luogo                       | Evento | Fase del torneo         | Incontro                                    | Risultato        |
| 22 settembre-7 ottobre 2018 | Stoccarda/Weingarten        | GFL2   | Spareggio promozione    | Stuttgart Scorpions - Ravensburg Razorbacks | 72 - 34; 48 - 6  |
| 22 settembre-6 ottobre 2019 | Kirchdorf am Inn/Weingarten | GFL    | Spareggio retrocessione | Kirchdorf Wildcats - Ravensburg Razorbacks  | 28 - 40; 34 - 58 |